# Kebili
Kebili (em árabe: قبلي‎; romaniz.: Qibillī) é uma cidade do sul da Tunísia e a capital da província (gouvernorat) homónima, além de sede das delegação (espécie de distrito ou grande município) de Kebili Norte e Kebili Sul. Em 2014, o  município tinha 28 081 habitantes.

## Geografia
Situa-se à beira de um oásis do deserto do Saara, entre o Chott el Jerid (a noroeste) e o Chott el Fejaj (a nordeste), o território a norte constitui aquilo a que se poderia chamar uma península se os chotts fossem verdadeiramente lagos, já que é uma faixa de terra que separa os dois chotts que estão ligados por uma faixa estreita no sentido este-oeste. A cidade encontra-se 95 km a sudeste de Tozeur, 30 km a norte de Douz, 120 km a oeste de Gabès, 110 km a sul de Gafsa e 470 km a sul de Tunes (distâncias por estrada).
É a capital da região histórica de Nefzaoua (نفزاوة), que corresponde grosso modo à província de Kebili e é limitada pelo Chott el Jerid a oeste, o Grande Erg Oriental a sul e o planalto do Dahar a leste. O palmeiral do oásis, com cerca de 100 000 tamareiras, é o mais importante de Nefzaoua.

## Economia
Além de ser um centro administrativo regional, a economia local está ligada principalmente na produção e comercialização de tâmaras. A proximidade do Grande Erg Oriental faz da cidade um ponto de paragem de alguns circuitos turísticos do sul da Tunísia.